# Domn al luminii
Domn al luminii (1967) (titlu original Lord of Light) este un roman science fiction/fantasy al autorului american Roger Zelazny. În 1968, el a fost recompensat cu premiul Hugo pentru "Cel mai bun roman", , fiind nominalizat la premiul Nebula în cadrul aceleiași categorii. Două dintre capitolele romanului au fost publicate sub formă de nuveletă în 1967, în Magazine of Fantasy and Science Fiction.
Contextul romanului - personaje occidentale moderne într-o lume hinduist-budistă - este reflectat în cuvintele cu care se deschide cartea:
„Adepții lui îl numiseră Mahasamatman și ziceau că este zeu. Oricum, el prefera să lase deoparte Maha- și -atman și să-și spună Sam. Nu pretinse nicicând a fi zeu. Dar după aceea, nu spuse nici că nu ar fi.”

## Intriga
Acțiunea romanului Domn al luminii se petrece pe o planetă colonizată de unii dintre supraviețuitorii Pământului. Echipajul și coloniștii navei care a părăsit Pământul ajung pe o planetă ciudată, înconjurați de rase indigene ostile, fiind nevoiți să modifice mediul în conformitate cu necesitățile lor sau să fie distruși. Pentru a-și spori șansele de supraviețuire, echipajul folosește tratamente chimice, biofeedback și electronice pentru a-și modifica mințile și de a crea imagini personale îmbunătățite, sau "Aspecte", care să le fortifice trupurile, să le întărească voința și să le amplifice puterea dorințelor la nivel de Atribute, care să se prăvălească cu o forță magică asupra celor vizați. Echipajul a dezvoltat și o tehnologie care permite transferul electronic al atman-ului personal, adică a sufletului, într-un corp nou. Această reîncarnare prin transfer mental a dus la apariția unei rase de nemuritori, permițându-le foștilor membrii ai echipajului să instituie sistemul de caste hindus, cu ei plasați în vârful său.
Romanul acoperă o perioadă mare de timp. În cele din urmă, echipajul își folosește puterile lor teribile pentru a subjuga sau distruge rasele indigene non-umane (pe care le consideră demoni), în timp ce ei pozează în zei pentru generațiile de progenituri ale coloniștilor. Preluând puterile și numele zeităților hinduse, acești "zei" păstrează controlul și respectul maselor condiționând accesul la reîncarnare și suprimând orice descoperiri tehnologice care depășesc nivelul medieval. Zeii se tem că orice iluminare sau descoperire ar putea duce la o renaștere tehnologică, care le-ar știrbi puterea în cele din urmă.
Protagonistul, Sam, care a ajuns să stăpânească abilitatea de a manipula câmpurile electromagnetice, este un membru al echipajului renegat, căruia i s-a refuzat zeificarea. Sam este ultimul "Acceleraționist": el crede că tehnologia ar trebui să fie accesibilă maselor și că reîncarnarea nu ar trebui controlată de elite. Sam introduce budismul ca o unealtă de bruiaj cultural, încercând să știrbească puterea zeilor cu "noua" religie. Revolta sa atent planificată împotriva zeilor are loc în etape.
Din multe puncte de vedere, Domn al luminii este reflexia în oglindă a romanului Siddhartha al lui Hermann Hesse.

### Poveștile
1. Într-o mănăstire, zeul morții Yama - ajutat de Tak, maimuța și de Ratri, zeița nopții - asamblează un transmițător radio clandestin pentru a extrage "atman"-ul (sufletul) lui Sam de pe "Podul Zeilor", ionosfera groasă a planetei, dându-i un trup. Esența neîntrupată a lui Sam fusese proiectată în ionosferă de către zei după bătălia de la Keenset. Această modalitate de execuție a fost folosită deoarece ultima dată când zeii îi omorâseră trupul, Sam revenise și furase unul nou de la unul dintre zeii mai puțin importanți. Când Sam se trezește, este oripilat de faptul că este din nou întrupat, deoarece a fost conștient tot timpul de condiția sa eterică, pe care a experimentat-o ca pe o Nirvana binecuvântată. El vrea să revină și "să asculte stelele cântând pe țărmul necuprinsei mări". În cele din urmă, după o meditație și după o imersiune în simțurile pământești, el revine cu totul în lume. La puțin timp după aceea, întâlnirea pe zeul Mara, care sosise pentru a investiga perturbarea cauzată de mașinăria lui Yama, îi determină pe conspiratori să fugă, iar Sam începe să mediteze la trecutul său...
2. Prințul Siddhartha, îmbătrânit, sosește în orașul Mahartha pentru a obține un corp nou, dar constată că au avut loc schimbări în timpul pe care l-a petrecut pe moșia lui. Înainte de a primi un corp, trebuie să se supună unei sonde mentale, operată de Maeștrii Karmei, folosită pentru a determina dacă e potrivit pentru reîncarnare. Cei găsiți a fi nepotriviți primesc corpuri bolnave sau sunt reîncarnați în animale, care apoi acționează ca spioni pentru Maeștri. Siddhartha îl contactează pe Jan Olvegg, fost căpitan pe Steaua Indiei, și înțelege că nu mai poate rămâne pasiv, ci trebuie să pornească împotriva zeilor. El merge la Sala Karmei, fură trupuri pentru el, Olvegg și alții și face ca fostul Maestru șef al Karmei să se reîncarneze în câine, după care dispare pentru a executa următoarea etapă a planului său.
3. Buddha își face apariția, predicând o filozofie a non-violenței care subminează doctrina obedienței față de zei și lupta pentru o renaștere mai bună. În locul lor, el pun accentul pe căutarea Nirvanei și eliberarea de iluziile lumii. Zeița Kali, înțelegând că aceasta este opera lui Sam, își trimite călăul personal, Rild, să îl ucidă pe Sam, dar Rild se îmbolnăvește, fiind găsit și îngrijit de acoliții budiști, precum și de Sam însuși. Deoarece îi datorează lui Sam viața, Rild renunță la misiunea sa după ce se însănătoșește, devenind unul dintre discipolii lui Sam, a cărui înțelepciune ajunge să o depășească. El își schimbă numele în Sugata, predicând cu zel ceea ce Sam a făcut cu grijă pentru a-i răsturna pe zei. Yama coboară pentru a-l ucide pe Sam, dar Sugata/Rild îl înfruntă pe podul format de un trunchi de copac deasupra unui râu, știind însă că nu îl poate învinge pe zeul morții. Yama îl ucide și pornește în urmărirea lui Sam, dar acesta reușește să îl păcălească și să îi scape, promițând să revină cu "arme noi". În plus, Sam îl avertizează pe Yama despre mașinațiunile lui Kali, făcându-și-l astfel pe Yama dușman personal.
4. Sam intră în Puțul Iadului, unde legase demonii cu secole în urmă. El negociază o alianță cu conducătorul lor, Taraka, pe care îl eliberează pentru a vedea lumea de la suprafață, însă Taraka îl trădează și îi posedă trupul, promițându-i să continue târgul "mai târziu". În timp ce controlează corpul lui Sam, Taraka ia în stăpânire palatul și haremul unui maharajah local. Pe măsură ce Sam preia din nou controlul trupului său, își dă seama că a devenit ca Taraka, bucurându-se de plăcerile trupului, în timp ce Taraka ia unele aspecte ale lui Sam, încetând să se mai desfete în viața sa de plăceri. Sam îl informează că a suferit de blestemul lui Buddha, care se dovedește a fi conștiința și vina. La puțin timp după aceea, Agni, zeul focului, sosește pentru a-l omorî pe Sam, dar dă peste două spirite în același trup. Agni distruge palatul, în timp ce Sam/Taraka fuge în Puțul Iadului, decis să elibereze cât mai mulți demoni înaintea sosirii zeilor. Patru zei - Yama, Kali, Shiva și Agni - reușesc să facă față demonilor și pornesc în urmărirea lu Sam. În cuida puterilor sale, acesta este capturat, iar Taraka îl părăsește. Lui Sam i se spune că va fi dus în Ceruri, pentru a fi dat drept exemplu, în timp ce restul zeilor încearcă să înăbușe rebeliunea.
5. În locul numit Ceruri, Yama și Kali sunt pe punctul de a se căsători. Tak al Suliței Strălucitoare este Arhivarul Cerurilor, dar este suspectat din cauza vechilor sale legături cu Sam. Principala preocupare a lui Tak este seducerea semizeiței Maya, Stăpâna Iluziei. Sam este mai mult sau mai puțin liber să cutreiere prin Ceruri, întâlnindu-se chiar și cu Kali, care și l-ar dori înapoi ca iubit. El predică oricui vrea să îl asculte, iar zeii îi permit să facă asta, sperând să îi îndepărteze toți simpatizanții. Totuși, Sam are cunoștință despre o parte din arsenalul său închis în Muzeul Cerurilor și, cu ajutorul lui Helba, zeul și zeița hoților, încearcă să evadeze folosind o centură care îi amplifică puterile. Tentativa eșuează, iar Kali, dezgustată de ea însăși și de el îl convinge pe Brahma să ordone un sacrificiu uman, reprezentat prin Helba și Sam, pentru a-și celebra nunta. Sam este eliberat pentru a fugi în încercarea de a-și salva viața, urmărit de tigrii albi de Kaniburrha, dintre care unii ar putea fi zei reîncarnați, printre ei putându-se afla chiar Kali. Tak încearcă să îl salveze pe Sam omorând tigrii, dar este fulgerat de Ganesha. Pentru gestul său, Tak este alungat din Ceruri în trupul unei maimuțe. Nunta începe, iar Sam pare să fie mort.
6. Brahma este mort, ucis de o persoană sau de un zeu necunoscut. Vishnu, Shiva și Ganesha se reunesc pentru a găsi un înlocuitor, concluzionând că singurul candidat viabil este Kali. Însă pentru a se reîncarna ca Brahma (un bărbat), scurtul ei mariaj cu Yama trebuie să ia sfârșit, iar Yama este șocat de ușurința cu care ea acceptă acest lucru. Urmează moartea lui Shiva, iar Yama începe să investigheze crimele. Prietenul său, Kubera, îl acuză de crime pe semizeul Murugan, adresându-i-se în cele din urmă cu apelativul "Sam". Se dovedește astfel că Sam a devenit parțial demon, fiind capabil să supraviețuiască fără corp. El a înlocuit spiritul lui Murugan pe când acesta era în căutarea unui nou trup pentru festinul de la nuntă. Kubera dezvăluie înșelăcuinea examinând undele cerebrale înregistrate în timpul transferului. În loc să îl predea pe Sam, Kubera se oferă să îl ajute să scape, dar acesta refuză, hotărât fiind să ucidă cât de mulți zei poate. Deoarece prietenul lui Kubera, Yama, este evident următoarea țintă, Kubera îl păcălește pe Sam, care a uitat ce mare războinic fusese bătrânul cel gras. Kubera îl înfrânge în luptă și pregătește fuga lor cu ajutorul păsării gigantice Garuda, alături de Ratri. Ei fug în orașul Keenset, care cunoaște o renaștere tehnologică, fiind propus de zei pentru distrugere. Simțindu-se trădat de Kali, Yama și ceilalți zei li se alătură. Cu armele lui Yama și cu ajutorul diverșilor aliați, inclusiv armata de zombi a lui Nirriti, ei duc o bătălie titanică a zeilor, oamenilor și monștrilor, omorând mii de oameni, semizei și câțiva zei. Deși sunt înfrânți, dau o lovitură puternică ierarhiei Cerurilor. Despre Yama se crede că s-a sinucis, dar unii cred că a inventat un dispozitiv de reîncarnare la distanță. Ratri este exilat din Ceruri și condamnat să umble prin lume într-o serie de trupuri modeste. Kubera se ascunde într-un cavou, în stare de animație suspendată. Sam, care se dovedește de neucis, este proiectat în inelul de ioni care înconjură planeta, cunoscut ca Podul Zeilor. Victoria zeilor este însă una à la Pirus, cele mai puternice zeități - Yama, Brahma, Shiva și Agni - fiind moarte sau dușmani declarați ai Cerurilor. Alții au considerat exilul de preferat înfruntării lui Sam și, în timp ce Brahma/Kali exultă, Ganesha își dă seama că zilele Cerurilor sunt numărate și că ar fi bine să aibă grijă de el.
7. În povestea finală, Sam a revenit din Nirvana și, împreună cu Yama, Ratri și Kubera, pune la punct următoarea campanie împotriva Cerurilor. Lor li se alătură zeul bețiv Krishna, un mare luptător atunci când e treaz, care a preferat exilul în locul bătăliei de la Keenset. Între timp, Nirriti, un creștin care a fost căpitanul navei originale, a adunat puteri uriașe pe continentul sudic, fiind dornic să elimine religia hindusă, pe care o urăște. Tehnologia pe care o are îi permite să înfrunte orice dispozitiv al zeilor, chiar și cele nucleare, și s-a aliat cu demonii eliberați. La prima vedere, el pare a fi un aliat natural al lui Sam și Yama. Ei îi încredințează demonului Taraka un mesaj pentru Nirriti, dar demonul vrea să se lupte cu Yama pentru a dovedi că el e cea mai puternică ființă de pe planetă, așa încât îi minte că Nirriti a refuzat alianța, determinându-i să se alieze cu Brahma împotriva lui Nirriti, cu condiția ca Brahma să le accepte propunerile. Alianța îl înfrânge pe Nirriti într-o bătălie finală, în ciuda tentativei de trădare a lui Ganesha, dar cu un cost enorm. Brahma, rănit mortal, este luat de pe câmpul de luptă de către Yama. Ulterior, Kubera îl găsește pe Yama în compania "fiicei lui", pe care o numește "Murga". Ea este retardată, iar Yama recunoaște că asta se datorează unui transfer mental prost făcut; Kubera își folosește puterile pentru a stimula mintea lui Murga. Sam are grijă ca Tak să primească un trup tânăr, la fel ca Ratri, apoi pleacă, fără ca nimeni să știe unde, iar în jurul vieții și a plecării sale se țes legende.

## Ecranizări
În 1979 s-a anunțat că se va realiza o ecranizare după romanul Domn al luminii, bugetul disponibil fiind de 50 de milioane de dolari. Planul era ca platourile de filmare să fie construite în Aurora, Colorado și să rămână acolo, devenind mijlocul unui parc tematic science fiction. Faimosul realizator de benzi desenate Jack Kirby a fost cooptat pentru a realiza designul platourilor, dar din cauza unor probleme legale proiectul nu a fost finalizat niciodată.
Scenariul și ilustrațiile lui Kirby au fost achiziționate ulterior de către CIA pentru echipa sa care lucra sub acoperire la eliberarea a șase diplomați americani ținuți captivi – în Tehran, dar în afara ambasadei - în timpul crizei ostaticilor iranieni. Echipa avea o versiune a scenariului, redenumit Argo și pretindea că se află în căutarea unei locații în Iran pentru un film hollywoodian.

## Traduceri în limba română
- 1995 - Domn al luminii, ed. Nemira, colecția Nautilus nr. 85, traducere Mircea Ștefarcu, 318 pag., ISBN 973-9177-42-x
- 2006 - Lordul luminii, ed. Nemira, colecția Nautilus, traducere Mircea Ștefarcu, 368 pag., ISBN 978-973-569-865-2